# Schizostachyum pseudolima
Schizostachyum pseudolima är en gräsart som beskrevs av Mcclure. Schizostachyum pseudolima ingår i släktet Schizostachyum och familjen gräs. Inga underarter finns listade i Catalogue of Life.